# Блечли
Блечли (енгл. Bletchley) је град у Уједињеном Краљевству у Енглеској. Према процени из 2007. у граду је живело 51.692 становника.

## Становништво
Према процени, у граду је 2008. живело 51.692 становника.
| 1981.  | 1991.  | 2001.  |
| ------ | ------ | ------ |
| 37,903 | 41,435 | 47,176 |